# Zanthojoppa ranrunensis
Zanthojoppa ranrunensis är en stekelart som först beskrevs av Tohru Uchida 1929.  Zanthojoppa ranrunensis ingår i släktet Zanthojoppa och familjen brokparasitsteklar. Inga underarter finns listade i Catalogue of Life.